# Высокое (Кесовогорский район)
Высокое (карел. Viiskoi) — село в Кесовогорском районе Тверской области. Входит в состав Стрелихинского сельского поселения. 

## География
Село находится в 8 км на запад от центра поселения деревни Стрелиха и в 26 км на юго-запад от райцентра посёлка Кесова Гора.

## История
В 1873 году в селе была построена каменная двухэтажная Спасская церковь с 6 престолами, метрические книги с 1780 года. 
В конце XIX — начале XX века село входило в состав Матвеевской волости Кашинского уезда Тверской губернии. 
С 1929 года деревня входила в состав Борисовского сельсовета Кесовогорского района Бежецкого округа Московской области, с 1935 года — в составе Калининской области, с 1994 года — в составе Борисовского сельского округа, с 2005 года — в составе Стрелихинского сельского поселения.

## Население
| 1859 | 1889 | 2002 | 2010 |
| ---- | ---- | ---- | ---- |
| 286  | ↗288 | ↘75  | ↘61  |

## Достопримечательности
В деревне расположена недействующая Церковь Вознесения Господня (1873).